# 八千代市立村上中学校
八千代市立村上中学校（やちよしりつ むらかみちゅうがっこう）は、千葉県八千代市村上にある公立中学校。

## 沿革
- 1985年（昭和60年）4月1日 - 八千代市立村上東中学校の規模増大に伴い分離。村上小学校通学区域全域を本校の学区として開校した。
- 昭和60年度 生徒数382名  9学級 初代校長　須藤 周彦
- 昭和61年度 生徒数591名 14学級 校歌・校旗完成

## 交通
- 東葉高速線村上駅より徒歩8分
- 京成本線勝田台駅より徒歩20分
- 東洋バス勝田台駅南口発・米本団地線　バス停「市営住宅前」より徒歩4分
- 東洋バス勝田台駅北口発・村上団地線　バス停「村上団地入口」より徒歩8分

## 近隣の学校
- 八千代市立村上小学校
- 八千代市立村上北小学校
- 八千代市立村上東小学校
- 八千代市立村上東中学校
- 千葉県立八千代東高等学校
- 千葉英和高等学校
- 八千代松陰中学校・高等学校